# 小行星1930
小行星1930（1930 Lucifer）是一颗围绕太阳公转的小行星。1964年10月29日，伊丽莎白·罗默尔在弗拉格斯塔夫发现了此天体。
該小行星以基督教的墮天使路西法命名。
这颗小行星的绝对星等为340.798249691741等。